# Masacre de La Vega
La masacre de La Vega ocurrió durante un operativo policial Fuerzas de Acciones Especiales (FAES) 8 de enero de 2021 en La Vega, sector en el suroeste de Caracas, Venezuela. Para el 11 de enero, ningún funcionario de la administración de Nicolás Maduro se había pronunciado sobre los sucesos ni ofrecido un balance con la cifra de fallecidos. La cifra de fallecidos según periodistas de investigación y organizaciones no gubernamentales ascendía hasta 23.

## Antecedentes
Las Operaciones Liberación del Pueblo (OLP) fue una serie de despliegues policiales iniciadas el 13 de julio de 2015 por el presidente Nicolás Maduro como respuesta al incremento de la violencia en Venezuela y que duraron hasta mediados de 2017. Los operativos consistían en un despliegue y una toma temporal de la zona en la que retienen a hombres y mujeres, quienes en teoría son verificados en el Sistema Integrado de Información Policial (SIIPOL) posteriormente, después de recibir denuncias de los ciudadanos o realizando previamente una inspección en el sector, a fin de determinar si se ha cometido algún delito. Diversas organizaciones no gubernamentales han reportado violaciones de derechos humanos y ejecuciones extrajudiciales durante los operativos, y tanto el presidente Maduro como la entonces fiscal general Luisa Ortega Díaz y el defensor del pueblo Tarek William Saab han reconocido excesos policiales durante los despliegues.
El 13 de julio de 2015 se desarrolló en la Cota 905 la primera Operación de Liberación del Pueblo, una acción policial ejecutada por la Guardia Nacional, la Policía Nacional Bolivariana (PNB), el Servicio Nacional de Inteligencia (SEBIN) y el Cuerpo de Investigaciones Científicas, Penales y Criminalísticas (CICPC), con el objetivo de capturar a Carlos Luis Revete “el Coqui”; El pran no fue detenido. Según una investigación del Ministerio Público, las OLP han dejado un saldo de 505 asesinatos para mediados de 2017.
Las denuncias de ONG locales y de organismos internacionales obligaron a la administración de Maduro a abandonar la política de seguridad, pero mantuvo su dinámica con un nuevo cuerpo de seguridad, las Fuerzas de Acciones Especiales (FAES). Según Luis Izquiel, especialista en seguridad ciudadana, las FAES resultaron "iguales o peores en materia de violación a los derechos fundamentales”.
Entre mayo y noviembre de 2017, de los 403 homicidios en los que participaron los cuerpos de seguridad del Estado en el Área Metropolitana de Caracas, 124 (31 %) fueron atribuidos a las FAES, que a su vez son las responsables del 62 % de las muertes cometidas por la PNB. En 2019 Michelle Bachelet, la Alta Comisionada para los Derechos Humanos de las Naciones Unidas, le solicitó a la administración de Nicolás Maduro que disolvera las FAES, y durante su actualización de la situación en septiembre lamentó que en vez de disolver al cuerpo y evitar ejecuciones extrajudiciales haya optado por reafirmar su apoyo al cuerpo. A 16 meses de la solicitud, el gobierno se había negado a disolver el ente.

## Masacre
Según información policial a la que tuvo acceso Efecto Cocuyo, para enero de 2021 miembros de la Megabanda criminal que opera en la Cota 905, en Caracas y de la banda de "El Loco Leo", de El Valle, intentaban alzarse contra el poder local de la zona y convertirlo en un Estado paralelo, como ha ocurrido en el sector José Félix Ribas de Petare o en la misma Cota 905.
La mañana del 8 de enero comisiones de la Policía Nacional Bolivariana (PNB), de las Fuerzas de Acciones Especiales (FAES) y del Comando Nacional Antiextorsión y Secuestro (Conas) tomaron La Vega, sector en el suroeste de Caracas. Según fuentes policiales, todas las víctimas tenían antecedentes penales o registros policial, pero familiares afirman que a muchos los sacaron arrestados tras allanar sus casas, frente a testigos, y después aparecieron muertos. Testigos afirman que varios de los fallecidos estaban vivos al momento del arresto y luego sus familiares tuvieron que reconocerlos en la morgue de Bello Monte.
Para el 11 de enero, desde que ocurrió el enfrentamiento ningún funcionario de la administración de Nicolás Maduro se había pronunciado ni ofrecido un balance con la cifra de fallecidos.
La ONG Monitor de Víctimas registró de manera extraoficial 24 muertos de la masacre e identificó a diez de los fallecidos, incluyendo a tres menores de edad, que según un reporte publicado en el portal Runrunes, «no podrían tener actos velatorios, sino que serían llevados directamente al cementerio». El portal también informó que «varios de los sepelios serán pagados por el Estado». El exfiscal y exdirector de actuación procesal del Ministerio Público, Zair Mundaray, denunció que los cuerpos de las personas que murieron en el operativo presentaban “un patrón balístico que demuestra ejecuciones extrajudiciales”.
La organización no gubernamental de derechos humanos, Provea, informó que al menos 23 personas murieron durante el operativo policial realizado y le pidió al defensor del pueblo, Alfredo Ruiz, que ofreciera explicaciones sobre los sucesos y de realizar una denuncia. Marino Alvarado, coordinador de investigaciones de la organización, aseguró que los familiares de las víctimas habían empezado a denunciar la detención de personas para luego ejecutarlas. Alvarado cuestionó que el operativo no hubiese dejado heridos entre los funcionarios o las víctimas, declaró que la operación policial es «la más sangrienta realizada en el país» desde que iniciaron las Operaciones Liberación del Pueblo (OLP) y que podría interpretarse como un intento, por parte del gobierno, de tomar la zona con la intención de aplacar la protesta social, comparando el operativo con OLPs ejecutadas en la Cota 905, que culminó con saldo de 17 muertos, y otra efectuada en el estado Aragua en 2016, que culminó con un saldo de 16 muertos.